# Ellison Park CX Festival
Le Ellison Park CX Festival est une compétition de cyclo-cross disputée à Rochester, aux États-Unis.
L'épreuve, comme la majorité des compétitions américaines de cyclo-cross, se dispute sur un week-end avec une épreuve le samedi et une épreuve le dimanche.

## Palmarès masculin

### Podiums de l'épreuve #1 (samedi)
| Année | Vainqueur     | Deuxième          | Troisième     |
| ----- | ------------- | ----------------- | ------------- |
| 2013  | Raphaël Gagné | Zach McDonald     | Anthony Clark |
| 2014  | Jeremy Powers | Daniel Summerhill | Cameron Dodge |
| 2015  | Jeremy Powers | Dan Timmerman     | Cameron Dodge |
| 2016  | Jeremy Powers | James Driscoll    | Stephen Hyde  |

### Podiums de l'épreuve #2 (dimanche)
| Année | Vainqueur         | Deuxième      | Troisième         |
| ----- | ----------------- | ------------- | ----------------- |
| 2013  | Raphaël Gagné     | Cameron Dodge | Evan Mcneely      |
| 2014  | Daniel Summerhill | Cameron Dodge | Lukas Winterberg  |
| 2015  | Vincent Baestaens | Cameron Dodge | Andrew Dillman    |
| 2016  | Jeremy Powers     | Stephen Hyde  | Daniel Summerhill |

## Palmarès féminin

### Podiums de l'épreuve #1 (samedi)
| Année | Vainqueur         | Deuxième        | Troisième     |
| ----- | ----------------- | --------------- | ------------- |
| 2015  | Kaitlin Antonneau | Meredith Miller | Amanda Miller |
| 2016  | Kaitlin Antonneau | Emma White      | Amanda Miller |

### Podiums de l'épreuve #2 (dimanche)
| Année | Vainqueur       | Deuxième          | Troisième         |
| ----- | --------------- | ----------------- | ----------------- |
| 2015  | Meredith Miller | Kaitlin Antonneau | Crystal Anthony   |
| 2016  | Caroline Mani   | Rebecca Fahringer | Kaitlin Antonneau |